# Taumatawhakatangihangakoauauotamateaturipukakapikimaungahoronukupokaiwhenuakitanatahu
Vous lisez un « bon article » labellisé en 2009.

Taumatawhakatangihangakoauauotamateaturipukakapikimaungahoronukupokaiwhenuakitanatahu (prononcé en maori de Nouvelle-Zélande : [tɐʉmɐtɐ.ɸɐkɐtɐŋihɐŋɐ.koːɐʉɐʉ.ɔ.tɐmɐtɛɐ.tʉɾi.pʉkɐkɐ.piki.mɐʉŋɐ.hɔɾɔ.nʉkʉ.pɔkɐi.ɸɛnʉɐ.ki.tɐnɐ.tɐhʉ]), simplement appelée Taumata ou Taumata Hill dans le langage courant, est une colline de Nouvelle-Zélande située sur l'île du Nord et culminant à 305 mètres d'altitude. Elle est connue pour son nom qui est l'un des plus longs du monde avec 85 lettres pour le toponyme enregistré par le livre Guinness des records. Son étymologie repose sur une légende maorie mettant en scène Tamatea, un ancêtre maori. Le lieu est signalé par un panneau dont la longueur est démesurée, ce qui en fait une destination touristique.

## Toponymie
La colline est appelée Taumatawhakatangihangakoauauotamateaturipukakapikimaungahoronukupokaiwhenuakitanatahu,, en maori de Nouvelle-Zélande ce qui signifie en français « Le sommet où Tamatea, l'homme aux gros genoux, qui dévalait, avalait et grimpait des montagnes, le marcheur invétéré, joua de sa flûte à un être cher ».
D'autres variantes existent comme Taumatawhakatangihangakoauauotamateapokaiwhenuakitanatahu, Taumata-whakatangihanga-kōauau-o-tamatea-turi-pūkaka-piki-maunga-horonuku-pōkai-whenua-ki-tānatahu, Taumata-whakatangihanga-kōauau-a-Tamatea-pōkai-whenua-ki-tana-tahu ou une version plus longue, Taumata-whakatangihanga-koauau-o-Tamatea-haumai-tawhiti-ure-haea-turi-pukaka-piki-maunga-horo-nuku-pokai-whenua-ki-tana-tahu, qui signifie en français « La colline de la flûte jouée par Tamatea - qui explosa çà et là de très loin, a un pénis circoncis, érafla ses genoux en grimpant des montagnes, tomba à terre et encercla la terre - pour son être cher ». Le nom de la colline est souvent raccourci en Taumata ou Taumata Hill afin de faciliter la conversation,.
Il est enregistré dans le livre Guinness des records, sous l'orthographe Taumatawhakatangihangakoauauotamateaturipukakapikimaungahoronukupokaiwhenuakitanatahu, soit 85 lettres, en tant que nom de lieu dans un système alphabétique latin le plus long au monde,,. Le seul autre prétendant à ce titre est le nom complet de Bangkok, la capitale thaïlandaise, dont la transcription dans l'alphabet latin compte 163 caractères.
Ce toponyme a été créé par la tribu maori des Ngati Kere qui vivent dans la région. Son étymologie repose sur une légende maori où Tamatea a pris part à la bataille de Matanui en compagnie de son frère contre la tribu des Ngati-Hine,,,. Mais au cours des affrontements, ce frère a été tué et Tamatea, profondément affecté, a joué chaque matin pendant plusieurs jours une complainte au kōauau, une flûte maori, sur les lieux du combat, à l'emplacement de la colline,,,. Tamatea est un chef maori et l'ancêtre de nombreuses familles de Porangahau. Cette filiation est toutefois incertaine puisque deux tribus, les Ngati Kahungunu et les Rangitāne, prétendent être ses descendants. Le toponyme maori de la colline est un cas de taunaha whenua où un lieu est nommé par un chef ancestral selon un évènement de sa vie. Ce genre de toponyme est caractérisé par l'incorporation de noms de personnes ce qui permet une légitimation des revendications territoriales d'une tribu.

## Géographie

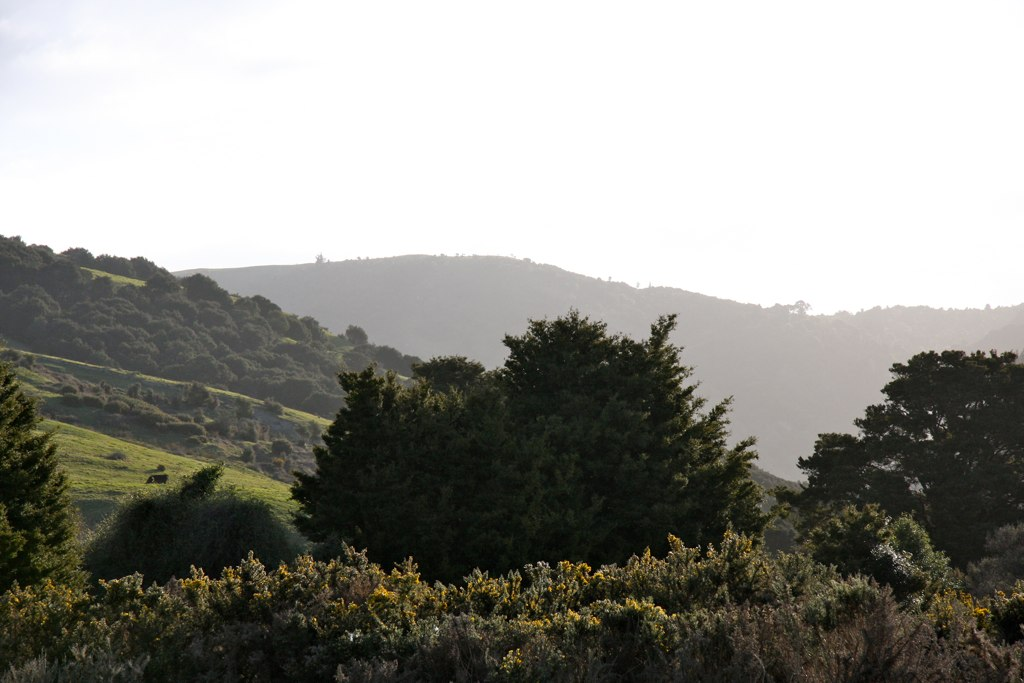
Vue de la colline à l'horizon.

La colline est située dans le Sud-Est de l'île du Nord, dans l'autorité territoriale de Central Hawke's Bay de la région de Hawke's Bay, au sud de la ville de Waipukurau et à l'est du village de Mangaorapa, sur la commune de Porangahau.
Elle fait partie d'un ensemble de collines alignées entre les villes de Wimbledon au sud et Porangahau au nord, orienté nord-nord-est—sud-sud-ouest et parallèle à la chaîne Puketoi située à l'ouest,. Cette chaîne de collines s'est formée par le jeu d'une des nombreuses failles qui parcourent la moitié orientale de l'île du Nord. Cette faille passe à l'aplomb de la colline qui est constituée de grès, de marnes et de schistes datant du Crétacé.
Culminant à 305 mètres d'altitude, la colline est divisée en deux terrains privés, un au nord et l'autre au sud et dont la démarcation suit la ligne de crête,. Ses pentes sont recouvertes de broussailles et de pâturages clos où paissent du bétail dont des moutons et des bovins. Ses bassins versants alimentent deux ruisseaux, un partant vers le nord et l'autre vers le sud, qui se jettent dans la rivière Porangahau au nord.
Son climat est le climat régional de la côte sud-est de l'île du Nord de type tempéré. Il est caractérisé par des températures moyennes variant de 12 à 14 °C l'hiver et de 23 à 25 °C l'été, des précipitations venant généralement du sud et de l'est en hiver et atteignant 800 à 1 000 millimètres par an, des vents venant principalement de l'ouest avec parfois du foehn et un ensoleillement annuel de 2 000 à 2 200 heures.
La colline est située sur le territoire du clan maori des Ngāti Kahungunu ki Wairarapa qui fait partie de la tribu des Ngati Kahungunu, dans une région à relativement faible densité de population puisqu'elle est inférieure à 6,9 hab.km2 en 2006.

## Tourisme

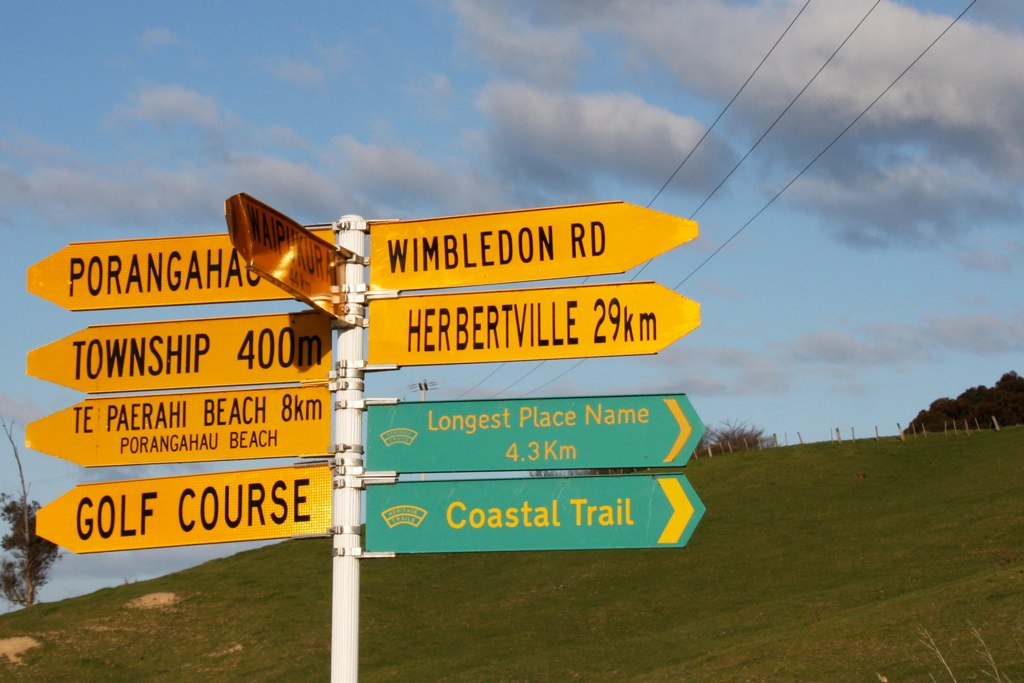
Panneau indiquant la direction du « plus long toponyme » (Longest place name).

Le sommet de la colline est accessible en trois à quatre heures de marche sur un sentier relativement facile mais non recommandé aux jeunes enfants,. De là, le panorama permet d'observer les autres collines de la région ainsi que l'océan Pacifique en direction de l'est. Un service de guide est proposé aux visiteurs. Ces guides les accompagnent jusqu'au sommet de la colline et leur racontent la légende de Tamatea.
Un panneau de dix mètres de longueur indique la proximité de la colline. Il est situé au départ de la balade, au bord de la Wimbledon Road, à cinq kilomètres au sud de Porangahau,, à hauteur du pont Mangamaire qui traverse la rivière du même nom.

## Culture populaire
La colline est le thème principal d'une chanson des années 1960 du chanteur néo-zélandais Peter Cape, son nom est cité dans la chanson The Lone Ranger du groupe britannique Quantum Jump et repris dans le morceau Thunderground des disc jockeys hardcore The Dark Raver et DJ Vince. Son nom est aussi utilisé dans une publicité radiophonique pour la boisson Mountain Dew.
Le toponyme a par ailleurs eu une valeur pédagogique dans une école primaire d'Auckland, la plus grande ville de Nouvelle-Zélande, où un devoir donné aux élèves consistait à compter le nombre de lettres présentes dans le nom de la colline. De façon plus anecdotique, la championne de tennis Martina Navrátilová explique avoir appris à prononcer ce mot à l'âge de dix ans et l'avoir utilisé bien plus tard pour remercier la population de Tamaki Makaurau (en) pour leur accueil.